# Уна Козић
Уна Козић (Београд, 8. август 2001.) српска је глумица. Позната је по улози Мие у теленовели Игра судбине.

## Биографија и каријера
Уна течно говори српски, енглески и немачки као бивши ђак двојезичке гимназије.
Са десет година написала је роман Друштво Малих Вештица. Добитница је HMC стипендије за средњошколце из централне и источне Европе. Тиме је завршила Озвестри школу, учила је психологију, историју и енглеску књижевност.
Тренутно студира на Факултету савремених уметности у Београду.
Учествовала је у семестралној представи Бекство ка себи. Представа је добила шест награда на фестивалу Кестенбург у Бањалуци, а ишла је и у Братиславу на међународни фестивал Истрополитана и на Позорје младих у Нови Сад.

## Улоге
| Година | Наслов                  | Улога            |
| ------ | ----------------------- | ---------------- |
| 2023   | Slotherhouse            | Бруцошкиња       |
| 2023   | Јужни Ветар: На граници | Девојка на журци |
| 2024   | Игра Судбине            | Миа              |